# 검은발회색랑구르
검은발회색랑구르 (Semnopithecus hypoleucos)는 랑구르 중의 하나로 구세계원숭이의 일종이다. 다른 회색랑구르처럼 잎을 먹는 원숭이로 인도 남부에서 발견된다.

## 분류학
이전에는 북부평원회색랑구르의 아종으로 간주했다. 2003년 브랜던-존스(Brandon-Jones)가 수행한 연구에서 검은발회색랑구르가 남부평원회색랑구르의 아종일 수 있음을 지적했다. 일부 전문가들은 검은두건랑구르와 남부평원회색랑구르 사이의 자연적인 잡종으로 간주하기도 했다. 현재는 남부평원회색랑구르를 검은발회색랑구르의 후행 이명의 하나로 간주하고 있다.

## 분포
검은발회색랑구르는 인도 남서와 서부(고아주와 카르나타카주, 케랄라주) 전역에 분포하지만 서고츠산맥에서 집중적으로 발견된다. 전체 분포 면적은 35,000 km2 보호 구역 안과 밖에서 서식한다.

## 보전 상태
세 세대 또는 약 30년 이내에 개체수가 약 30% 감소(2008년 기준)할 것으로 예측하고 있기 때문에 취약종으로 분류하고 있다.